# Egnasia conifer
Egnasia conifer là một loài bướm đêm trong họ Noctuidae.